# Gustaf von Paykull
Gustaf von Paykull, född i Stockholm 21 augusti 1757, död 28 januari 1826, var en svensk  friherre, hovmarskalk, författare, entomolog och ornitolog samt medlem i Kungliga Vetenskapsakademien från 1791 och initiativtagare till Naturhistoriska Riksmuseet. 

## Biografi
Gustaf von Paykull var son till majoren Carl Fredrik Paijkull, som naturaliserats som svensk adelsman, och Beata Charlotta Simming, en dotterdotter till Daniel Djurberg, Bureättling och av samma släkt som Simmingsköld. 
På sitt gods Vallox-Säby i Uppland grundlade Paykull en av de första svenska zoologiska samlingarna. På sin tid en av de största i Norden med 8 600 arter av preparerade insekter, 1 362  uppstoppade fåglar, fiskar och däggdjur. På äldre dagar arbetade han intensivt för etablerandet av Naturhistoriska riksmuseet, till vilket han också erbjöd sina samlingar, eller snarare till kung Karl XIV Johan.
Den 24 mars 1819 accepterade kungen officiellt gåvan och gav i uppdrag åt Vetenskapakademien att arrangera en lämplig lokal. Den kom att upplåta sina egna lokaler för ändamålet och inlemmade sina egna samlingar med Paykulls.
Han var farfar till Carl Wilhelm Paijkull.

### Skönlitteratur
- Ode : öfver Voltaires död ; Råd till unga poeter ; Skaldebref till en vän. Ingår i:  Vitterhets nöjen. [Del 4]. Stockholm. 1781. Libris 2428874
- Domald : tragedie i fem acter, med chorer. Stockholm. 1783. Libris 2389895
- Ode öfver snillets förtal ; Skalde-bref till Hans excellence, riksrådet m. m. herr grefve Creutz vid des återkomst til Sverige Ingår i:  Svenska parnassen. Stockholm. sid. 18-22. 161-163. Libris 9968098. https://runeberg.org/svparnass/1784/0026.html
- Ordens vurmen : comedie i tre acter : första gången upförd på nya svenska theatern i Stockholm den 5 februarii 1785. Stockholm. 1785. Libris 2389246
- Stancer til et fruntimmer vid hennes papgojas död Ingår i:  Svenska parnassen. Stockholm. sid. 73-75. Libris 9968098. https://runeberg.org/svparnass/1785/0079.html
- Virgina, eller Decemviratet : tragedie i fem acter : första gången upförd på kongl. svenska dramatiska theatren den 20 maji 1790. Stockholm. 1797. Libris 2389248
- Till C. G. Leopold ; De fördömda kalsongerna Ingår i:  Ur en samlares papper. 1. Uppsala: Hanseli. 1868. sid. 31-33, 110-113. Libris 1259987. https://runeberg.org/samlapap/1/0037.html

### Varia
- Monographia sta-phylinorum Sveciae. Upsalia. 1789
- Monographia caraborum Sveciæ. Upsalia. 1790. Libris 2413343
- Monographia curculionum Sveciæ. Upsalia. 1792. Libris 2413344
- Tal, om djur-kännedomens historia för Linnes tid : hållet vid præsidii nedläggande uti kongl. vetenskaps academien den 28 maji 1796. Stockholm. 1797. Libris 2411373. https://runeberg.org/forlinne
- Fauna Svecica.  Insecta. Del 1-3. Upsaliae: Edman. 1798-1800. Libris 526037
- Catalogus insectorum quæ desiderantur in musæo d:ni de Paykull. [Uppsala]. [1804]. Libris 2959444
- Monographia histeroidum. Upsaliae. 1811. Libris 2413345
- Catalogus avium, quas in museo suo servat Gustavus de Paykull. Upsaliae. 1817. Libris 2433249

### Samlade skrifter
- Gustaf von Paykulls Samlade svenska skrifter. Band 1. Uppsala. 1814. Libris 2429033